# 賈卡鎮區 (堪薩斯州夏延縣)
賈卡鎮區（英語：Jaqua Township）為美國堪薩斯州夏延縣的鎮區。2010年美国人口普查中該鎮區人口有33人。

## 地理
賈卡鎮區涵蓋面積124.16平方（47.94平方英里），境內無城市設立。

### 墓園
根據美國地質調查局的資料，此鎮區擁有3座墓園：
- 賈卡墓園（Jaqua Cemetery）
- 宰恩墓園（Zion Cemetery）
- 宰恩路德墓園（Zion Lutheran Cemetery）

### 溪流
通過此鎮區的溪流有：
- 考彭溪（Cowpe Creek）

## 人口統計
根據2010年美國人口普查，賈卡鎮區人口有33人，住房19戶，人口密度為0.27人/每平方公里。此鎮區居民之種族有100%為白人；0%為非裔美洲人；0%為美洲原住民；0%為亞洲人；0%為太平洋島民；0%為其他種族；另外有0%為混血種族。而西班牙裔或拉丁裔美洲人佔此鎮區人口的12.12%。

## 外部連結
- City-Data.com （页面存档备份，存于）